# 寶可夢 太陽&月亮
《寶可夢 太陽&月亮》是日本東京電視網於2016年11月17日開播，以遊戲寶可夢系列的《精靈寶可夢 太陽／月亮》為藍本的原作電視動畫，接檔《寶可夢 XY》。主要內容跟隨遊戲設定，未如過去般在各地區持續旅行並挑戰道館的劇情，而是讓主角在寶可夢學校修讀課程和認識同學，再定期到各個指定地方挑戰，最終參與寶可夢聯盟大賽。
這是第一部使用統一中文譯名的《精靈寶可夢》系列動畫。台灣自2017年1月28日起於MOMO親子台播映，是所有動畫系列中最快有國語配音版的一季，同時也是日本以外最快播出本系列的國家／地區（除去歐美、韓國為紀念遊戲登場而提前播映第一、二集外）。香港則自2017年12月15日起於奇妙電視77台播映，據悉無綫電視因譯名問題無法與日方達成共識已放棄購入本續篇。奇妙電視77台不會提供中文字幕（第1-43集），只限片頭曲、本集標題、介紹寶可夢、待續、片尾曲、下集標題、火箭隊口號、答案選擇、答案、招式名稱提供中文字幕。日本2018年10月7日開始，播放時間改為星期日下午6點（剛好同時段播放的動畫富士電視台的櫻桃小丸子）所以自1976年以來超過40年的東京電視台的星期四晚上7點動畫時段暫時走入歷史。

## 故事概要
目標成為寶可夢大師的小智，在帶著皮卡丘前往阿羅拉地區的一次旅行，從西北方島嶼－美樂美樂島的神卡璞·鳴鳴手中獲得Z手環。他亦對這個地區的校園感到興趣，於是決定寄宿於庫庫伊博士的家中，與同學莉莉艾、卡奇、瑪奧、水蓮、馬瑪內體驗校園生活，並和他們一起加入究極防衛隊，讓究極異獸回到原本的世界。目標為為了使用Z招式，同時期望透過學習和挑戰各個島嶼的對手，得到發動Z招式的力量。

## 工作人員
|    | 、                                                                        |
|    |                                                                           |
|    | 、                                                                        |
|    |                                                                           |
| ・ |                                                                           |
|    | 、（第1話 - 第8話）                                                       |
|    |                                                                           |
| ・ |                                                                           |
|    | 、                                                                        |
|    |                                                                           |
|    |                                                                           |
|    |                                                                           |
|    |                                                                           |
|    |                                                                           |
|    |                                                                           |
|    |                                                                           |
|    | 、                                                                        |
|    |                                                                           |
|    |                                                                           |
| ・ |                                                                           |
|    |                                                                           |
|    |                                                                           |
|    | →（）、（MEDIANET）、→（ShoPro）                                          |
|    | （第1話 - 第99話）→（第100話 - 第146話）、MediaNet 2011 oval logo、ShoPro |
|    | 㐧一パン、Nintendo、The Pokémon Company, LOTTE、Sony Music、TAKARA TOMY、 |

### 各話製作人員
|                                           | 、 |
|                                           | 、 |
|                                           | 、 |
|                                           | 、 |
|                                           | 、 |
|                                           | 、 |
|                                           | |
|                                           | |
|                                           | 、 |
| 作画監督補佐                              | 松田真路、郷津春奈、中矢利子、藤本雄一朗、斉藤雅和、小林ゆかり、田之上慎、難波 功、鷲田敏弥、服部憲知、大西雅也、香月麻衣子、STUDIO MASSKAT、宮田忠明、山崎玲愛、柳原好貴、酒井裕未、一石小百合、村田 理、安田周平、高橋 優、海老沢咲希、伊藤典子、坂田愛子、矢田木瀧 |
|                                           | 、 |
|                                           | 、[注 18]（第95話 - ）、（第85話・第86話[9]、第92話 - 第94話） |
|                                           | |
| （第1話 - 第140話）→（第141話 - 第146話） | 、 |
| 3D                                        | OLM Digital |
| CGプロデューサー                          | 近藤 潤 |
| CGディレクター                            | 伊藤良太〔78-〕 |
| CGプロダクションマネージャー              | 奥谷麻由〔1-77〕→平野翔太〔78-〕 |
| 3D美術                                    | OLM Digital、高尾克己、下田美那代、栗原優芽、渚慎太郎 |
| 【OPアニメーション】絵コンテ              | 冨安大貴 |
| 【OPアニメーション】演 出                 | 冨安大貴 |
| 【OPアニメーション】作画監督              | 中野悟史 |
| 【OPアニメーション】原 画                 | 難波 功、田中修司、宮田忠明、松田真路、河毛雅妃、藤井慎吾、秋山泰彦、沢田正人、藤本雄一朗、安田周平、香月麻衣子、村田 理、西村 広、西谷泰史、亀田祥倫、中川洋未、吉野真一、桝田浩史、鈴木 敦、柳原好貴、葛本有砂、広岡トシヒト、岩根雅明、井上敦子、新井達也、松原徳弘、酒井裕未、大橋藍人、村上李香、今西 亨、山崎玲愛、伊藤典子、中野悟史 |
| 【OPアニメーション】制作進行              | 谷賢 吾 |
| 【EDアニメーション】絵コンテ              | 浅田裕二 |
| 【EDアニメーション】演 出                 | 浅田裕二 |
| 【EDアニメーション】総作画監督            | 中野悟史 |
| 【EDアニメーション】作画監督              | 安田周平、一石小百合、中野悟史 |
| 【EDアニメーション】原 画                 | 岩根雅明、山崎玲愛 |
|                                           | 、 |
|                                           | 、 |
|                                           | |
|                                           | |
|                                           | |
|                                           | |
|                                           | |
|                                           | （) |
|                                           | IMAGICA、 |
|                                           | （第1話 - 第56話）→（第57話 - 第101話）→（第102話 - ）、（第1話 - 第28話）→（第29話 - ）（テレビ東京） |
|                                           | （第1話 - 第19話・第91話 - 第106話）→（第20話 - 第90話）→（第107話 - 128話・135話）→（第129話 - 134話・第136話 - 146話）（テレビ東京） |
|                                           | |
| 制作デスク                                | 網中 望 |
| 制作デスク補佐                            | 玉本裕亮 |
|                                           | |
| 制作進行                                  | 坂口豪士、内田孝幸、スタジオたくたんけ、荒井 亮、栗栖安基法、えかきや、大場真帆、谷 賢吾、小野勝吾、相見秀治、玉本裕亮、高橋純基、坂中亮平、奥村裕人、笠原絵里子、生駒直紀、岩田 岳、小林琴音、伊藤慎之助、中野真梨奈、小林鈴音、森重 桜、平塚清文、前畑 剛、重光克彦、LEOW LEE WON、太田 旭、樋口雄紀、木下達矢、鈴木隆太郎、戎 雅子、吉田昌平、山口雄太郎、春日くるめ、寺前 惇、網中 望、山口大介、野崎海利、下川原直美、下山将李、平沼花観、清田 健、島﨑直也 |
| 制作管理                                  | 座間淳平 |
| 作画協力                                  | こくぴっと、スタジオたくらんけ、えかきや、Studio L、フロンティアエンジン、バンダイナムコピクチャーズ、A-Real、Peace&Kindness、One's work |
|                                           | （第1話 - 第99話）→（第100話 - 第146話）、MediaNet 2011 oval logo、ShoPro |
|                                           | 㐧一パン、Nintendo、The Pokémon Company, LOTTE、Sony Music、TAKARA TOMY、 |
| 音楽協力                                  | 谷澤嘉信（第1話 - 第60話） |

## 主題曲

### 片頭曲
| 順序 | 曲名 | 集數                          | 歌                                         | 作詞                  | 作曲     | 編曲       |
| ---- | ---- | ----------------------------- | ------------------------------------------ | --------------------- | -------- | ---------- |
| 1    | 〈〉 | 第1集－第29集、第44集－第60集 | サトシ（松本梨香）、ピカチュウ（大谷育江） | 佐香智久              | 佐香智久 | Saku       |
| 2    | 〈〉 | 第30集－第40集                | サトシ（松本梨香）                         | 戸田昭吾              | 田中宏和 | Saku       |
| 3    | 〈〉 | 第71集－第197集               | ЯeaL                                       | Ryoko、喜介、渡邊拓也 | Ryoko    | 渡邊拓笨   |
| 4    | 〈〉 | 第91集－第146集               | 岡崎體育                                   | 岡崎體育              | 岡崎體育 | 野村陽一郎 |

### 片尾曲
| 順序 | 曲名 | 集數                                            | 歌                       | 作詞     | 作曲     | 編曲                    |
| ---- | ---- | ----------------------------------------------- | ------------------------ | -------- | -------- | ----------------------- |
| 1    | 〈〉 | 第1集－第60集                                   | 岡崎體育                 | 岡崎體育 | 岡崎體育 | 岡崎體育                |
| 2    | 〈〉 | 第61集－第81集、第82集－第86集、第87集－第103集 | 岡崎體育                 | 岡崎體育 | 岡崎體育 | 白石紗澄李              |
| 3    | 〈〉 | 第82集－第86集                                  | ポルノグラフィティ       | 新藤晴一 | 岡野昭仁 | tasuku、Porno Graffitti |
| 4    | 〈〉 | 第104集－第128集                                | 日野市立七生綠小學合唱團 | 岡崎體育 | 岡崎體育 | 本間昭光                |
| 5    | 〈〉 | 第129集－第146集                                | 中川翔子                 | 戸田昭吾 | 田中宏和 | 前山田健一              |

## 播放集數

#### 2016年-2017年
| 集數         | 日文標題     | 中文標題                                     | 劇本         | 分鏡         | 演出         | 作畫監督 （副作畫監督）                            | 日本播放日期    | 台灣播放日期   | 香港播放日期    |
| 阿羅拉地區篇 | 阿羅拉地區篇 | 阿羅拉地區篇                                 | 阿羅拉地區篇 | 阿羅拉地區篇 | 阿羅拉地區篇 | 阿羅拉地區篇                                       | 阿羅拉地區篇    | 阿羅拉地區篇   | 阿羅拉地區篇    |
| ------------ | ------------ | -------------------------------------------- | ------------ | ------------ | ------------ | -------------------------------------------------- | --------------- | -------------- | --------------- |
| 1            |              | 阿羅拉！最初的島嶼和最初的寶可夢們！！       | 松井亞彌     | 冨安大貴     | 高橋和也     | 安田周平                                           | 2016年 11月17日 | 2017年 1月28日 | 2017年 12月15日 |
| 2            |              | 守護神卡璞・鳴鳴登場！挑戰我們的Z招式！！    | 松井亞彌     | 樋口香里     | 牧野吉高     | 村田理 （松田真路）                                | 2016年 11月17日 | 2月4日         | 12月22日        |
| 3            |              | 請洛托指教，我是洛托姆圖鑑洛托！             | 松井亞彌     | 牧野吉高     | 淺田裕二     | 岩根雅明 志村泉                                    | 11月24日        | 2月11日        | 12月29日        |
| 4            |              | 木木梟登場！在阿羅拉收服寶可夢吧！！         | 松井亞彌     | 尼野浩正     | 仲野良       | 一石小百合 田島瑞穗                                | 11月24日        | 2月18日        | 2018年 1月5日   |
| 5            |              | 球球海獅，努力吹氣球！                       | 冨岡淳廣     | 浅田裕二     | 渡邊正彦     | 夏目久仁彦 直井由紀                                | 12月1日         | 2月25日        | 1月12日         |
| 6            |              | 麻麻刺刺的托戈德瑪爾！                       | 面出明美     | 牧野吉高     | 牧野吉高     | 筱原隆 （鄉津春奈） （中矢利子）                   | 12月8日         | 3月4日         | 1月19日         |
| 7            |              | 市集的漫遊者火斑喵！                         | 冨岡淳廣     | 尼野浩正     | 鴫野彰       | 藤田正幸 猿渡聖加 菊池功一                         | 12月15日        | 3月11日        | 1月26日         |
| 8            |              | 誰是蛋的照顧者？                             | 面出明美     | 關野昌弘     | 關野昌弘     | 香月麻衣子 村田理                                  | 12月22日        | 3月18日        | 2月2日          |
| 9            |              | 霸主寶可夢是貓鼬探長！                       | 松井亞彌     | 淺田裕二     | 淺田裕二     | 岩根雅明 志村泉                                    | 2017年 1月5日   | 3月25日        | 2月9日          |
| 10           |              | Z招式會成功嗎！挑戰大考驗！！                | 松井亞彌     | 飯島正勝     | 飯島正勝     | 堀內博之                                           | 1月12日         | 4月1日         | 2月16日         |
| 11           |              | 小智要去卡奇家！                             | 冨岡淳廣     | 樋口香里     | 中田誠       | 毛利和昭                                           | 1月19日         | 4月8日         | 2月23日         |
| 12           |              | 遇到好壞星的戶外教學！？                     | 面出明美     | 尼野浩正     | 渡邊正彦     | 夏目久仁彦 直井由紀                                | 1月26日         | 4月15日        | 3月2日          |
| 13           |              | 阿羅拉鬆餅競跑大賽！                         | 松井亞彌     | 飯島正勝     | 仲野良       | 志村泉 大西雅也 （藤本雄一朗）                     | 2月2日          | 4月22日        | 3月9日          |
| 14           |              | 勇氣的結晶，莉莉艾與六尾！                   | 面出明美     | 尼野浩正     | 鈴木龍太郎   | 安田周平 香月麻衣子                                | 2月9日          | 4月29日        | 3月16日         |
| 15           |              | 爪印之丘，岩狗狗與鬃岩狼人！！               | 冨岡淳廣     | 淺田裕二     | 淺田裕二     | 岩根雅明 志村泉                                    | 2月23日         | 5月6日         | 3月23日         |
| 16           |              | 小小的三隻，大大的冒險！！                   | 冨岡淳廣     | 高橋知也     | 高橋知也     | 難波功 藤田正幸 廣岡歲仁                           | 3月2日          | 5月13日        | 3月30日         |
| 17           |              | 阿羅拉偵探洛托姆！消失的純晶之謎！！         | 松井亞弥     | 浅田裕二     | 渡辺正彦     | 直井由紀 夏目久仁彦                                | 3月9日          | 5月20日        | 4月6日          |
| 18           |              | 不會吧！？瑪奧的烹飪大作戰！                 | 關根步美     | 尼野浩正     | 大和田淳     | 篠原隆                                             | 3月16日         | 5月27日        | 4月13日         |
| 19           |              | 猛烈的電擊特訓！再次挑戰卡璞・鳴鳴！！       | 面出明美     | 飯島正勝     | 牧野吉高     | 藤本雄一朗 大橋藍人 堀内博之                       | 3月23日         | 6月3日         | 4月20日         |
| 20           |              | 小智與皮卡丘，二人的約定                     | 松井亞弥     | 尼野浩正     | 仲野良       | 安田周平 村田理                                    | 4月6日          | 6月10日        | 4月27日         |
| 21           |              | 火斑喵，啟程之時！                           | 冨岡淳廣     | 淺田裕二     | 淺田裕二     | 岩根雅明 志村泉                                    | 4月6日          | 6月17日        | 5月4日          |
| 22           |              | 小心鏟子！！！                               | 冨岡淳廣     | 尼野浩正     | 榎本守       | 門智昭 渡辺裕子 （齊藤雅和、小林由香里、田之上慎） | 4月13日         | 6月24日        | 5月11日         |
| 23           |              | 太震撼了！三地鼠要拆夥！？                   | 関根アユミ   | 淺田裕二     | 渡辺正彦     | 夏目久仁彦 直井由紀                                | 4月20日         | 7月1日         | 5月18日         |
| 24           |              | 阿羅拉！第一次的教學觀摩！！                 | 面出明美     | 樋口香里     | 鈴木龍太郎   | 藤本雄一朗 大西雅也 （中矢利子）                   | 4月27日         | 7月8日         | 5月25日         |
| 25           |              | 純晶爭奪戰！火箭隊對骷髏隊！！               | 冨岡淳廣     | 飯島正勝     | 渡辺正彦     | 篠原隆                                             | 5月4日          | 7月15日        | 6月1日          |
| 26           |              | 再見了馬瑪內！                               | 米村正二     | 尼野浩正     | 仲野良       | 志村泉 香月麻衣子                                  | 5月11日         | 7月22日        | 6月8日          |
| 27           |              | 出來吧！目光火紅的鬃岩狼人！！               | 松井亞弥     | 淺田裕二     | 淺田裕二     | 岩根雅明 志村泉                                    | 5月18日         | 7月29日        | 6月15日         |
| 28           |              | 熱烈的寶可棒球賽！目標是敲出逆轉全壘打！！   | 藤咲淳一     | 浅田裕二     | 小柴純弥     | 村田理 八田木瀧 （難波功）                         | 5月25日         | 8月5日         | 6月22日         |
| 29           |              | 你也來睡睡菇森林睡覺吧？                     | 関根アユミ   | 吉村文宏     | 小平麻紀     | 安田周平 伊藤典子                                  | 6月8日          | 8月12日        | 6月29日         |
| 30           |              | 莉莉艾，要好好疼愛皮卡丘哦                   | 面出明美     | 神谷純       | 渡辺正彦     | 夏目久仁彦 直井由紀                                | 6月15日         | 8月19日        | 7月6日          |
| 31           |              | 麗姿出場！哭了又笑的島嶼女王！！               | 冨岡淳廣     | 高橋ナオヒト | 宮原秀二     | 藤田正幸 小野晃 猿渡聖加                           | 6月22日         | 8月26日        | 7月13日         |
| 32           |              | 發現寶物！長毛狗搜尋！！                     | 米村正二     | 飯島正勝     | 牧野吉高     | 篠原隆                                             | 6月29日         | 9月2日         | 7月20日         |
| 33           |              | 厲害的池塘霸主弱丁魚！                       | 藤咲淳一     | 淺田裕二     | 淺田裕二     | 岩根雅明 志村泉                                    | 7月6日          | 9月9日         | 7月27日         |
| 34           |              | 火焰對戰！嘎啦嘎啦現身！！                   | 面出明美     | 樋口香里     | サトウ光敏   | 石川てつや                                         | 7月20日         | 9月16日        | 8月3日          |
| 35           |              | 瑰麗的咖哩對戰！蘭螳花之舞！！               | 米村正二     | 尼野浩正     | 仲野良       | 伊藤典子 矢田木瀧                                  | 7月27日         | 9月23日        | 8月10日         |
| 36           |              | 麗姿的大考驗！最艱辛的寶可夢對決！！           | 冨岡淳広     | 浅田裕二     | 小柴純弥     | 大西雅也                                           | 8月3日          | 9月30日        | 8月17日         |
| 37           |              | 岩狗狗與生命遺跡的守護神！                   | 松井亞弥     | 神谷純       | 渡辺正彦     | 直井由紀                                           | 8月10日         | 10月7日        | 8月24日         |
| 38           |              | 謎擬Q的畫皮！                                | 関根アユミ   | 尼野浩正     | 榎本守       | 田之上慎 門智昭 （鷲田敏彌） （服部憲知）          | 8月17日         | 10月14日       | 8月31日         |
| 39           |              | 離家出走的瑪奧與智揮猩！                     | 藤咲淳一     | 淺田裕二     | 淺田裕二     | 岩根雅明 志村泉                                    | 8月24日         | 10月21日       | 9月7日          |
| 40           |              | 球球海獅、花漾海獅、憤怒的破破舵輪！         | 宮田由佳     | 吉村文宏     | 中田誠       | 志村泉                                             | 8月31日         | 10月28日       | 9月14日         |
| 41           |              | 飛奔吧！蟲電寶                               | 面出明美     | 樋口香里     | 小柴純弥     | 伊藤典子 矢田木瀧                                  | 9月7日          | 11月4日        | 9月21日         |
| 42           |              | 阿羅拉，關都！小剛與小霞！！                 | 米村正二     | 浅田裕二     | 小平麻紀     | 安田周平 香月麻衣子                                | 9月14日         | 11月11日       | 9月28日         |
| 43           |              | 道館對戰！Z招式對超級進化！！                | 冨岡淳広     | 飯島正勝     | 飯島正勝     | 中野悟史                                           | 9月21日         | 11月18日       | 10月5日         |
| 44           |              | 小智與小星雲！奇妙的邂逅！！                 | 松井亞弥     | 浅田裕二     | 浅田裕二     | 岩根雅明 志村泉                                    | 10月5日         | 11月25日       | 2020年 7月19日  |
| 45           |              | 引起騷動的小星雲！突如其來的瞬間移動！！     | 藤咲淳一     | 尼野浩正     | 牧野吉高     | 篠原隆                                             | 10月12日        | 12月2日        | 2020年 7月19日  |
| 46           |              | 找出變身的百變怪！                           | 関根アユミ   | 飯島正勝     | 毛利和昭     | 藤田正幸 濱田勝                                    | 10月19日        | 12月9日        | 2020年 7月19日  |
| 47           |              | 格拉吉歐與銀伴戰獸！束縛的面具！！           | 冨岡淳広     | 吉村文宏     | 渡辺正彦     | 直井由紀                                           | 10月26日        | 12月16日       | 7月25日         |
| 48           |              | 以全力姿勢舉辦過夜派對！                     | 宮田由佳     | 榎本守       | 榎本守       | 小林由香里 田之上慎 渡部裕子                       | 11月2日         | 12月23日       | 7月25日         |
| 49           |              | 莉莉艾與銀伴戰獸，甦醒的記憶                 | 松井亞弥     | 尼野浩正     | 中田誠       | 大西雅也                                           | 11月9日         | 12月30日       | 7月25日         |
| 50           |              | 扎奧博的反擊！被抓走的小星雲！！             | 米村正二     | 浅田裕二     | 浅田裕二     | 岩根雅明 志村泉                                    | 11月16日        | 2018年 1月6日  | 7月26日         |
| 51           |              | 加油莉莉艾！下定離家出走的決心！！           | 藤咲淳一     | 牧野吉高     | 牧野吉高     | 篠原隆                                             | 11月23日        | 1月13日        | 7月26日         |
| 52           |              | 日輪祭壇！索爾迦雷歐降臨！！                 | 松井亞弥     | 小平麻紀     | 小平麻紀     | 志村泉 （大西雅也）                                | 11月30日        | 1月20日        | 7月26日         |
| 53           |              | 動作快！拯救露莎米奈大作戰！！               | 冨岡淳広     | 浅田裕二     | 小柴純弥     | 伊藤典子 矢田木瀧                                  | 12月7日         | 1月27日        | 8月1日          |
| 54           |              | 閃耀吧，Ｚ強力手環！超全力一擊的千萬伏特！！ | 冨岡淳広     | 樋口香里     | 毛利和昭     | 香月麻衣子 一石小百合                              | 12月14日        | 2月3日         | 8月1日          |
| 55           |              | 謝謝你索爾迦雷歐！我們的小星雲！！           | 松井亞弥     | 浅田裕二     | 浅田裕二     | 岩根雅明 志村泉                                    | 12月21日        | 2月10日        | 8月1日          |
| 56           |              | 會睡的孩子最強，樹枕尾熊的秘密！             | 米村正二     | 尼野浩正     | 渡辺正彦     | 直井由紀                                           | 12月28日        | 2月17日        | 8月2日          |

#### 2018年-2019年
| 集數 | 日文標題 | 中文標題                                 | 劇本       | 分鏡     | 演出              | 作畫監督 （副作畫監督） | 日本播放日期   | 台灣播放日期  | 香港播放日期 |
| ---- | -------- | ---------------------------------------- | ---------- | -------- | ----------------- | --- | -------------- | ------------- | ------------ |
| 57   |          | 洛托姆，停不下來的形態變化！             | 藤咲淳一   | 金崎貴臣 | 小柴純弥          | 難波功 宮田忠明 | 2018年 1月11日 | 2月24日       | 8月2日       |
| 58   |          | 不要哭，好壞星！                         | 関根アユミ | 榎本守   | 榎本守            | 志村泉 田之上慎 小林由香里 （香月麻衣子）                                                                                            | 1月18日        | 6月2日        | 8月2日       |
| 59   |          | 瑪奧和水蓮的苦甜回憶！                   | 宮田由佳   | 小平麻紀 | 小平麻紀          | 秋山泰彦 西谷泰史 | 1月25日        | 6月9日        | 8月8日       |
| 60   |          | 莉莉艾跳起來！寶可雪橇跳躍大賽！！       | 米村正二   | 下田正美 | 牧野吉高          | 志村泉 筱原隆 | 2月1日         | 6月16日       | 8月8日       |
| 61   |          | 出動！我們的究極防衛隊！！               | 松井亞弥   | 浅田裕二 | 浅田裕二          | 岩根雅明 志村泉 | 2月8日         | 6月23日       | 8月8日       |
| 62   |          | 惡屬性喵喵是阿羅拉喵喵！？               | 面出明美   | 尼野浩正 | 小柴純弥          | 大橋藍人 村田理 | 2月15日        | 6月30日       | 8月9日       |
| 63   |          | 燃燒吧火斑喵！打倒熾焰咆哮虎！！         | 冨岡淳広   | 關野昌弘 | 關野昌弘          | 田島瑞穗 安田周平 | 2月22日        | 7月7日        | 8月9日       |
| 64   |          | 小智與投擲猴！友情的達陣！！             | 藤咲淳一   | 樋口香里 | 渡辺正彦          | 直井由紀 | 3月1日         | 7月14日       | 8月9日       |
| 65   |          | 伊利馬與伊布登場！！                     | 宮田由佳   | 毛利和昭 | 傳沙織            | 伊藤典子 矢田木瀧 | 3月8日         | 7月21日       | 8月15日      |
| 66   |          | 用寫生來殺球！激鬥寶可桌球！！           | 米村正二   | 小平麻紀 | 小平麻紀          | 大西雅也 | 3月15日        | 7月28日       | 8月15日      |
| 67   |          | 最喜歡皮卡丘！毒貝比轉啊轉！！           | 松井亞弥   | 浅田裕二 | 浅田裕二          | 岩根雅明 志村泉 | 3月22日        | 8月4日        | 8月15日      |
| 68   |          | 工作體驗！寶可夢中心24小時！！           | 藤咲淳一   | 尼野浩正 | 牧野吉高          | 篠原隆 | 4月5日         | 8月11日       | 8月16日      |
| 69   |          | 閃耀星舟鐵火輝夜！                       | 米村正二   | 尼野浩正 | 毛利和昭          | 香月麻衣子 山崎玲愛 | 4月12日        | 8月18日       | 8月16日      |
| 70   |          | 守護牧場吧！逆襲的藍色火焰！！           | 面出明美   | 樋口香里 | 榎本守            | 田之上慎 小林由香里 志村泉 | 4月19日        | 8月25日       | 8月16日      |
| 71   |          | 滴蛛，收服水蓮了！                       | 冨岡淳広   | 尼野浩正 | 渡辺正彦          | 直井由紀 | 4月26日        | 9月1日        | 8月22日      |
| 72   |          | 登登登登！燃燒吧，瑪奧一家！！           | 關根步美   | 飯島正勝 | 中田誠            | 安田周平 村田理 | 4月26日        | 9月8日        | 8月22日      |
| 73   |          | 火箭隊的諸島巡禮！？得到Ｚ手環吧！！     | 宮田由佳   | 浅田裕二 | 浅田裕二          | 岩根雅明 志村泉 | 5月3日         | 9月15日       | 8月22日      |
| 74   |          | 不良大叔是島嶼之王！？                   | 松井亞弥   | 小平麻紀 | 小柴純弥          | 伊藤典子 矢田木瀧 | 5月10日        | 9月22日       | 8月23日      |
| 75   |          | 卡璞・哞哞！懶洋洋的猛烈特訓！！         | 松井亞弥   | 傳紗織   | 傳紗織            | 一石小百合 山崎玲愛 | 5月17日        | 9月29日       | 8月23日      |
| 76   |          | 超級決戰！皮卡丘VS謎擬Ｑ！！             | 藤咲淳一   | 關野昌弘 | 上野史博          | 篠原隆 | 5月24日        | 10月6日       | 8月23日      |
| 77   |          | 默丹的大考驗！鬃岩狼人覺醒！！           | 米村正二   | 樋口香里 | 毛利和昭          | 大西雅也 | 5月31日        | 10月13日      | 8月29日      |
| 78   |          | 激戰究極異獸！火光四射大作戰！！         | 冨岡淳広   | 浅田裕二 | 浅田裕二          | 岩根雅明 志村泉 | 6月7日         | 10月20日      | 8月29日      |
| 79   |          | 小隕星與毒貝比，消逝在星空的約定！       | 藤咲淳一   | 小平麻紀 | 小平麻紀          | 村田理 安田周平 | 6月14日        | 10月27日      | 8月29日      |
| 80   |          | 穿山鼠風暴！冰洞的雙打對戰！！           | 宮田由佳   | 尼野浩正 | 渡辺正彦          | 直井由紀 | 6月28日        | 11月3日       | 8月30日      |
| 81   |          | 阿羅拉的年輕火焰！皇家小智誕生！！       | 米村正二   | 關野昌弘 | 中田誠            | 伊藤典子 矢田木瀧 | 7月5日         | 11月10日      | 8月30日      |
| 82   |          | 要不要用跳舞進化呢？                     | 藤咲淳一   | 飯島正勝 | 中村近世          | 田之上慎 小林由香里 森田實 志村泉 （中矢利子） （STUDIO MASSKAT）                                                                    | 7月19日        | 11月17日      | 8月30日      |
| 83   |          | 小智變小了                               | 冨岡淳広   | 高橋直人 | 上野史博          | 篠原隆 | 7月26日        | 11月24日      | 9月5日       |
| 84   |          | 家人的形式，毒貝比的心情！               | 松井亞弥   | 淺田裕二 | 淺田裕二          | 岩根雅明 志村泉 | 8月2日         | 12月1日       | 9月5日       |
| 85   |          | 飛吧攀登吧，壘磊石！                     | 藤咲淳一   | 尼野浩正 | 牧野吉高          | 大西雅也 | 8月9日         | 12月8日       | 9月5日       |
| 86   |          | 就決定是這裡了！寶可夢溫泉天堂！！       | 宮田由佳   | 傳紗織   | 傳紗織            | 山崎玲愛 香月麻衣子 | 8月16日        | 12月15日      | 9月6日       |
| 87   |          | 阿羅拉的危機！吞噬光輝的黑暗！！         | 米村正二   | 樋口香里 | 渡辺正彦          | 直井由紀 | 8月23日        | 12月22日      | 9月6日       |
| 88   |          | 露奈雅拉 VS. ＵＢ：漆黑！滿月之戰！！    | 米村正二   | 尼野浩正 | 小柴純弥          | 伊藤典子 矢田木瀧 | 8月30日        | 12月29日      | 9月6日       |
| 89   |          | 光輝與黑暗的稜鏡，其名為奈克洛茲瑪！     | 米村正二   | 淺田裕二 | 淺田裕二          | 岩根雅明 志村泉 | 9月6日         | 2019年 1月5日 | 9月12日      |
| 90   |          | 通往未來！光輝大神的傳說！！             | 米村正二   | 毛利和昭 | 毛利和昭          | 安田周平 村田理 （難波功） （宮田忠明）                                                                                              | 9月13日        | 1月12日       | 9月12日      |
| 91   |          | 大量出現中！皮卡丘的山谷！！             | 冨岡淳広   | 中田誠   | 中田誠            | 一石小百合 志村泉 | 10月7日        | 1月19日       | 9月12日      |
| 92   |          | 庫庫伊陷入危機！另一個皇家蒙面人！！     | 関根アユミ | 尼野浩正 | 上野史博          | 篠原隆 | 10月14日       | 1月26日       | 9月13日      |
| 93   |          | 勇者莉莉艾爾與阿羅拉之杖！               | 藤咲淳一   | 淺田裕二 | 渡辺正彦          | 直井由紀 | 10月21日       | 2月2日        | 9月13日      |
| 94   |          | 幽靈寶可夢大集合！！                     | 宮田由佳   | 樋口香里 | 傳紗織            | 大西雅也 | 10月28日       | 2月9日        | 9月13日      |
| 95   |          | 維拉火山，隆隆石隆隆岩登山男！           | 藤咲淳一   | 淺田裕二 | 淺田裕二          | 岩根雅明 志村泉 | 11月4日        | 2月16日       | 9月19日      |
| 96   |          | 火箭隊與童偶熊！                         | 松井亞弥   | 尼野浩正 | 牧野吉高          | 山崎玲愛 香月麻衣子 | 11月11日       | 2月23日       | 9月19日      |
| 97   |          | 達人投羽梟！！！沉睡的木木梟             | 冨岡淳広   | 飯島正勝 | 飯島正勝          | 酒井裕未 柳原好貴 | 11月18日       | 3月2日        | 9月19日      |
| 98   |          | 小智和洛托姆要拆夥了！？                 | 面出明美   | 尼野浩正 | 上野史博          | 篠原隆 | 11月25日       | 3月9日        | 9月20日      |
| 99   |          | 伊布要去哪裡呢？為了見那孩子哪裡都能去！ | 松井亞弥   | 小平麻紀 | 小平麻紀          | 村田理 安田周平 | 12月2日        | 3月16日       | 9月20日      |
| 100  |          | 斬斷疾風的閃電！其名為捷拉奧拉！！       | 米村正二   | 樋口香里 | 小柴純弥          | 矢田木瀧 伊藤典子 | 12月9日        | 3月23日       | 9月20日      |
| 101  |          | 去吧！友情的雙重終極伏特狂雷閃!!         | 米村正二   | 淺田裕二 | 淺田裕二          | 岩根雅明 志村泉 | 12月16日       | 3月30日       | 9月26日      |
| 102  |          | 阿羅拉我來了！小剛和小霞登場！！         | 宮田由佳   | 淺田裕二 | 渡辺正彦          | 直井由紀 | 12月23日       | 4月6日        | 9月26日      |
| 103  |          | 粉碎岩石的熱血之心！麗姿和小剛！！       | 大久保昌弘 | 尼野浩正 | 中田誠            | 一石小百合 竹內杏子 | 2019年 1月6日  | 4月13日       | 9月26日      |
| 104  |          | 波尼島的自由研究！找出島嶼之王吧！！     | 藤咲淳一   | 小平麻紀 | 牧野吉高          | 志村泉 伊藤典子 | 1月13日        | 4月20日       | 9月27日      |
| 105  |          | 鬃岩狼人決戰！小智VS格拉吉歐！！         | 冨岡淳広   | 關根昌弘 | たかたまさひろ    | 岡昭彦 | 1月20日        | 4月27日       | 9月27日      |
| 106  |          | 有海有山谷！寶可夢進化大特訓！！         | 面出明美   | 尼野浩正 | 小柴純弥          | 大西雅也 （中矢利子） （山崎玲愛）                                                                                                   | 1月27日        | 5月4日        | 9月27日      |
| 107  |          | 奔跑吧卡奇！超越自己的極限！！           | 米村正二   | 淺田裕二 | 淺田裕二          | 岩根雅明 志村泉 | 2月3日         | 5月11日       | 10月3日      |
| 108  |          | 身處卡璞・鰭鰭的迷霧中                   | 松井亞弥   | 傳紗織   | 傳紗織            | 香月麻衣子 山崎玲愛 | 2月10日        | 5月18日       | 10月3日      |
| 109  |          | 島嶼女王誕生！小智的大考驗！！           | 藤咲淳一   | 毛利和昭 | 渡辺正彦          | 新城真 | 2月17日        | 5月25日       | 10月3日      |
| 110  |          | 寶可高爾夫，一桿進洞！                   | 大久保昌弘 | 樋口香里 | 上野史博          | 篠原隆 | 2月24日        | 6月1日        | 10月4日      |
| 111  |          | 登陸阿羅拉！坦錄坦錄金屬大騷動！！       | 米村正二   | 關野昌弘 | 關野昌弘          | 酒井裕未 柳原好貴 | 3月3日         | 6月8日        | 10月4日      |
| 112  |          | 發現新種！收服美錄坦！！                 | 藤咲淳一   | 小平麻紀 | 小平麻紀          | 村田理 安田周平 | 3月10日        | 6月15日       | 10月4日      |
| 113  |          | 新節目！？小小鲤鱼王的旋律               | 平出尚人   | 淺田裕二 | 淺田裕二          | 岩根雅明 志村泉 （香月麻衣子） | 3月17日        | 6月22日       | 10月10日     |
| 114  |          | 美女與喵喵！                             | 面出明美   | 尼野浩正 | 中田誠            | 伊藤典子 矢田木瀧 （柳原好貴） | 3月24日        | 6月29日       | 10月10日     |
| 115  |          | 破壞的帝王古茲馬！                       | 米村正二   | 毛利和昭 | 毛利和昭          | 志村泉 大橋藍人 （酒井裕未） （香月麻衣子）                                                                                          | 3月31日        | 7月6日        | 10月10日     |
| 116  |          | 莉莉艾與秘密的機關公主！                 | 松井亞弥   | 關野昌弘 | 小柴純弥          | 高橋優 大西雅也 （中矢利子） （一石小百合） （村田理） （安田周平）                                                                  | 4月7日         | 7月13日       | 10月11日     |
| 117  |          | 謝米、美錄坦、小渚！迷路探險隊！！       | 藤咲淳一   | 尼野浩正 | 渡辺正彦          | 新城真 | 4月14日        | 7月20日       | 10月11日     |
| 118  |          | 目標是前往最高層！爆音的龍之道館！！     | 面出明美   | 樋口香里 | 牧野吉高          | 山崎玲愛 | 4月21日        | 7月27日       | 10月11日     |
| 119  |          | 超高速的鍬農炮蟲！馬瑪內覺醒！！         | 大久保昌弘 | 若林厚史 | 上野史博          | 篠原隆 | 4月28日        | 8月3日        | 10月17日     |
| 120  |          | 水蓮釣到蓋歐卡！？                       | 冨岡淳広   | 淺田裕二 | 淺田裕二          | 岩根雅明 志村泉 | 5月5日         | 8月10日       | 10月17日     |
| 121  |          | 瑪奥奮鬥！森林寶可夢咖啡廳！！           | 藤咲淳一   | 尼野浩正 | 箕之口克己        | 大西雅也 中矢利子 山崎玲愛 海老澤咲希 （安田周平）                                                                                   | 5月12日        | 8月17日       | 10月17日     |
| 122  |          | 監視中！火箭隊阿羅拉的樣子！！           | 松井亞弥   | 齋藤德明 | 飯村正之          | 志村泉 中矢利子 大西雅也 柳原好貴 海老澤咲希 （酒井裕未） （高橋優）                                                                 | 5月19日        | 8月24日       | 10月18日     |
| 123  |          | 掌握Ｚ招式的精髓！灼熱的卡奇集訓！！     | 面出明美   | 樋口香里 | 小柴純弥          | 酒井裕未 柳原好貴 | 5月26日        | 8月31日       | 10月18日     |
| 124  |          | 鋒利無比！紙御劍登場！！                 | 米村正二   | 野田泰宏 | 野田泰宏          | 金振英 朴唱煥 黃星元 大西雅也 （中矢利子） （山崎玲愛） （海老澤咲希） （伊藤典子） （坂田愛子） （安田周平）                        | 6月2日         | 9月7日        | 10月18日     |
| 125  |          | 小智，穿越時空的邂逅！                   | 冨岡淳広   | 毛利和昭 | 毛利和昭          | 安田周平 矢田木瀧 | 6月9日         | 9月14日       | 10月24日     |
| 126  |          | 皮卡丘的心動探險隊！                     | 藤咲淳一   | 淺田裕二 | 淺田裕二          | 岩根雅明 志村泉 | 6月16日        | 9月21日       | 10月24日     |
| 127  |          | 格拉吉歐與莉莉艾！追尋父親的幻影！！     | 松井亞弥   | 小平麻紀 | 小平麻紀          | 香月麻衣子 | 6月23日        | 9月27日       | 10月24日     |
| 128  |          | 開幕！阿羅拉寶可夢聯盟！！               | 面出明美   | 樋口香里 | 上野史博          | 篠原隆 | 6月30日        | 10月5日       | 10月25日     |
| 129  |          | 大亂鬥！皇家對戰151！                    | 藤咲淳一   | 齋藤德明 | 牧野吉高          | 新城真 | 7月7日         | 10月12日      | 10月25日     |
| 130  |          | 瑪奧與水蓮！友情的全力對戰！！           | 大久保昌弘 | 傳紗織   | 傳紗織            | 山崎玲愛 | 7月14日        | 10月19日      | 10月25日     |
| 131  |          | 武藏VS小次郎！愛與真實的對戰場地！！     | 松井亞弥   | 淺田裕二 | 淺田裕二          | 岩根雅明 志村泉 （香月麻衣子） | 7月21日        | 10月26日      | 10月31日     |
| 132  |          | 攻下狙射樹梟吧！                         | 面出明美   | 樋口香里 | 小柴純弥          | 酒井裕未 柳原好貴 | 7月28日        | 11月2日       | 10月31日     |
| 133  |          | 鳥之決戰！神鳥特攻VS高空攻擊！！         | 藤咲淳一   | 中田誠   | 中田誠            | 高橋優 矢田木瀧 | 8月4日         | 11月9日       | 10月31日     |
| 134  |          | 大家的全力！通往準決賽的道路！！         | 大久保昌弘 | 齋藤德明 | 牧野友映          | 志村泉 （中矢利子） | 8月11日        | 11月16日      | 11月1日      |
| 135  |          | 準決賽！卡奇VS格拉吉歐！！               | 米村正二   | 尼野浩正 | 上野史博          | 篠原隆 | 8月18日        | 11月23日      | 11月1日      |
| 136  |          | 熊熊燃燒的火焰！勁敵不只有一個！！       | 松井亞弥   | 野田泰宏 | 野田泰宏          | 香月麻衣子 一石小百合 | 8月25日        | 11月30日      | 11月1日      |
| 137  |          | 不敗的帝王古茲馬！                       | 面出明美   | 淺田裕二 | 淺田裕二          | 岩根雅明 志村泉 | 9月1日         | 12月7日       | 11月7日      |
| 138  |          | 決賽！最強勁敵對決！！                   | 藤咲淳一   | 齋藤德明 | 小柴純弥          | 新城真 | 9月8日         | 12月14日      | 11月7日      |
| 139  |          | 誕生！阿羅拉的霸者！！                   | 藤咲淳一   | 毛利和昭 | 毛利和昭          | 山崎玲愛 | 9月15日        | 12月21日      | 11月7日      |
| 140  |          | 惡食大王來襲！Ｚ招式大決戰！！           | 米村正二   | 樋口香里 | 向山鶴美          | 大野勉 森悦史 岡昭彦 （矢田木瀧） （大西雅也） （海老澤咲希） （坂田愛子） （中矢利子） （山崎玲愛）                                 | 9月22日        | 12月28日      | 11月8日      |
| 141  |          | 最終對戰！小智VS庫庫伊！！               | 冨岡淳広   | 傳紗織   | 傳紗織            | 柳原好貴 酒井裕未 | 9月29日        | 2020年 1月4日 | 11月8日      |
| 142  |          | 燃燒！情緒高漲！！全面對戰！！！         | 冨岡淳広   | 尼野浩正 | 上野史博          | 篠原隆 | 10月6日        | 1月11日       | 11月8日      |
| 143  |          | 決戰！熾焰咆哮虎VS炎熱喵！！             | 冨岡淳広   | 浅田裕二 | 浅田裕二          | 岩根雅明 志村泉 | 10月13日       | 1月18日       | 11月14日     |
| 144  |          | 阿羅拉最強的Ｚ！卡璞・鳴鳴VS皮卡丘！！   | 松井亞彌   | 齋藤徳明 | 小柴純弥          | 中野悟史 志村泉 | 10月20日       | 1月25日       | 11月14日     |
| 145  |          | 太陽與月亮與大家的夢想！                 | 松井亞彌   | 尼野浩正 | 黑田幸生 岩田水木 | 久保充照 今井武志 岩田水木 花輪美雪 服部益實 K-PRO （大西雅也） （矢田木瀧） （中矢利子） （海老澤咲希） （香月麻衣子） （山崎玲愛） | 10月27日       | 2月1日        | 11月14日     |
| 146  |          | 謝謝阿羅拉！各自的啟程！！               | 松井亞彌   | 冨安大貴 | 冨安大貴          | 山崎玲愛 香月麻衣子 | 11月3日        | 2月8日        | 11月15日     |

## 寶可問答

#### 2016年-2017年
| 話數 | 放送日          | 繪圖       | 演出       | 作畫監督            | 總作畫監督 | 出題者           |
| ---- | --------------- | ---------- | ---------- | ------------------- | ---------- | ---------------- |
| 3    | 2016年 11月24日 | -          | -          | -                   | -          | 大木成也校長     |
| 4    | 2016年 11月24日 | -          | -          | -                   | -          | マオ             |
| 5    | 12月1日         | 鈴木龍太郎 | 鈴木龍太郎 | 安田周平            | 中野悟史   | スイレン         |
| 6    | 12月8日         | 尼野浩正   | 仲野良     | 安田周平            | 中野悟史   | マーマネ         |
| 7    | 12月15日        | 尼野浩正   | 仲野良     | 安田周平            | 中野悟史   | ククイ博士       |
| 8    | 12月22日        | 尼野浩正   | 仲野良     | 安田周平 一石小百合 | 中野悟史   | リーリエ         |
| 9    | 2017年 1月5日   | 尼野浩正   | 仲野良     | 中野悟史            | -          | サトシ           |
| 10   | 1月12日         | 尼野浩正   | 仲野良     | 安田周平 一石小百合 | 中野悟史   | ハラ             |
| 11   | 1月19日         | 大和田淳   | 大和田淳   | 安田周平 中矢利子   | 中野悟史   | カキ             |
| 12   | 1月26日         | 大和田淳   | 大和田淳   | 安田周平 中矢利子   | 中野悟史   | コジロウ         |
| 13   | 2月2日          | 大和田淳   | 大和田淳   | 安田周平 中矢利子   | 中野悟史   | ナリヤ・オーキド |
| 14   | 2月9日          | 大和田淳   | 大和田淳   | 安田周平 中矢利子   | 中野悟史   | リーリエ         |
| 15   | 2月23日         | 仲野良     | 仲野良     | 安田周平 中矢利子   | 中野悟史   | ククイ博士       |
| 16   | 3月2日          | 大和田淳   | 大和田淳   | 安田周平 中矢利子   | 中野悟史   | ニャース         |
| 17   | 3月9日          | 大和田淳   | 大和田淳   | 安田周平 中矢利子   | 中野悟史   | ロトム図鑑       |
| 18   | 3月16日         | 冨安大貴   | 川越一生   | 安田周平            | 中野悟史   | マオ             |
| 19   | 3月23日         | 川越一生   | 川越一生   | 中矢利子            | 中野悟史   | ククイ博士       |
| 20   | 4月6日          | 小柴純弥   | 小柴純弥   | 中矢利子            | 中野悟史   | サトシ           |
| 21   | 4月6日          | 小柴純弥   | 小柴純弥   | 中矢利子            | 中野悟史   | ククイ博士       |
| 22   | 4月13日         | 小柴純弥   | 小柴純弥   | 中矢利子            | 中野悟史   | カキ             |
| 23   | 4月20日         | 小柴純弥   | 小柴純弥   | 中矢利子            | 中野悟史   | マーマネ         |
| 24   | 4月27日         | 小柴純弥   | 小柴純弥   | 中矢利子            | 中野悟史   | ナリヤ・オーキド |
| 25   | 5月4日          | 鈴木龍太郎 | 仲野良     | 中矢利子            | 中野悟史   | コジロウ         |
| 26   | 5月11日         | 鈴木龍太郎 | 仲野良     | 安田周平            | 中野悟史   | マーマネ         |
| 27   | 5月18日         | 尼野浩正   | 牧野吉高   | 中矢利子            | 中野悟史   | ロトム図鑑       |
| 28   | 5月25日         | 尼野浩正   | 仲野良     | 中矢利子            | 中野悟史   | ククイ博士       |
| 29   | 6月8日          | 尼野浩正   | 仲野良     | 中矢利子            | 中野悟史   | スイレン         |
| 30   | 6月15日         | 川越一生   | 川越一生   | 中矢利子            | 中野悟史   | リーリエ         |
| 31   | 6月22日         | 尼野浩正   | 平野宏樹   | 河毛雅妃            | 中野悟史   | マオ             |
| 32   | 6月29日         | 仲野良     | 仲野良     | 中矢利子            | 中野悟史   | サトシ           |
| 33   | 7月6日          | 仲野良     | 仲野良     | 中矢利子            | 中野悟史   | スイレン         |
| 34   | 7月20日         | 仲野良     | 仲野良     | 中矢利子            | 中野悟史   | カキ             |
| 35   | 7月27日         | 尼野浩正   | 仲野良     | 中矢利子            | 中野悟史   | マオ             |
| 36   | 8月3日          | 尼野浩正   | 平野宏樹   | 中矢利子            | 中野悟史   | ククイ博士       |
| 37   | 8月10日         | 尼野浩正   | 平野宏樹   | 中矢利子            | 中野悟史   | ククイ博士       |
| 38   | 8月17日         | 尼野浩正   | 仲野良     | 安田周平 中矢利子   | 中野悟史   | ムサシ           |
| 39   | 8月24日         | 尼野浩正   | 仲野良     | 安田周平 中矢利子   | 中野悟史   | ジョーイ         |
| 40   | 8月31日         | 尼野浩正   | 仲野良     | 中矢利子            | 中野悟史   | スイレン         |
| 41   | 9月7日          | 尼野浩正   | 仲野良     | 中矢利子            | 中野悟史   | マーマネ         |
| 42   | 9月14日         | 浅田裕二   | 仲野良     | 安田周平            | 中野悟史   | サトシ           |
| 43   | 9月21日         | 川越一生   | 川越一生   | 安田周平            | 中野悟史   | サトシ           |
| 44   | 10月5日         | 松田真路   | 松田真路   | 鈴木敦              | 松田真路   | リーリエ         |
| 45   | 10月12日        | 松田真路   | 松田真路   | 中矢利子            | 中野悟史   | ロトム図鑑       |
| 46   | 10月19日        | 松田真路   | 松田真路   | 中矢利子            | 中野悟史   | カキ             |
| 47   | 10月26日        | 松田真路   | 松田真路   | 中矢利子            | 中野悟史   | サトシ           |
| 48   | 11月2日         | 松田真路   | 松田真路   | 中矢利子            | 中野悟史   | ロトム図鑑       |
| 49   | 11月9日         | 松田真路   | 松田真路   | 高橋優              | 松田真路   | コジロウ         |
| 50   | 11月16日        | 松田真路   | 松田真路   | 鈴木敦              | 松田真路   | ロトム図鑑       |
| 51   | 11月23日        | 松田真路   | 松田真路   | 鈴木敦              | 松田真路   | ハラ             |
| 52   | 11月30日        | 松田真路   | 松田真路   | 鈴木敦              | 松田真路   | ニャース         |
| 53   | 12月7日         | 松田真路   | 松田真路   | 中矢利子            | 中野悟史   | ロトム図鑑       |
| 54   | 12月14日        | 松田真路   | 松田真路   | 中矢利子            | 中野悟史   | サトシ           |
| 55   | 12月21日        | 松田真路   | 松田真路   | 鈴木敦              | 中野悟史   | マオ             |
| 56   | 12月28日        | 松田真路   | 松田真路   | 鈴木敦              | 松田真路   | マーマネ         |

#### 2018年-2019年
| 話數 | 放送日         | 繪圖            | 演出            | 作畫監督 | 總作畫監督 | 出題者           |
| ---- | -------------- | --------------- | --------------- | -------- | ---------- | ---------------- |
| 57   | 2018年 1月11日 | 松田真路        | 松田真路        | 鈴木敦   | 松田真路   | ロトム図鑑       |
| 58   | 1月18日        | 松田真路        | 松田真路        | 中矢利子 | 中野悟史   | ムサシ           |
| 59   | 1月25日        | 松田真路        | 松田真路        | 鈴木敦   | 松田真路   | スイレン         |
| 60   | 2月1日         | 松田真路        | 松田真路        | 中矢利子 | 中野悟史   | リーリエ         |
| 61   | 2月8日         | 松田真路        | 松田真路        | 鈴木敦   | 松田真路   | ロトム図鑑       |
| 62   | 2月15日        | 小平麻紀        | 小平麻紀        | 中矢利子 | 松田真路   | ニャース         |
| 63   | 2月22日        | 小平麻紀        | 小平麻紀        | 中矢利子 | 中野悟史   | サトシ           |
| 64   | 3月1日         | 小平麻紀        | 松田真路        | 鈴木敦   | 松田真路   | ジョーイ         |
| 65   | 3月8日         | 小平麻紀        | 松田真路        | 鈴木敦   | 松田真路   | リーリエ         |
| 66   | 3月15日        | 小平麻紀        | 小平麻紀        | 中矢利子 | 中野悟史   | カキ             |
| 67   | 3月22日        | 小平麻紀        | 松田真路        | 鈴木敦   | 松田真路   | バーネット博士   |
| 68   | 4月5日         | 小平麻紀        | 松田真路        | 中矢利子 | 中野悟史   | ジョーイ         |
| 69   | 4月12日        | 松田真路        | 松田真路        | 中矢利子 | 中野悟史   | マーマネ         |
| 70   | 4月19日        | 松田真路        | 松田真路        | 中矢利子 | 中野悟史   | カキ             |
| 71   | 4月26日        | 小平麻紀        | 小平麻紀        | 中矢利子 | 中野悟史   | ククイ博士       |
| 72   | 4月26日        | 小平麻紀        | 小平麻紀        | 中矢利子 | 中野悟史   | マオ             |
| 73   | 5月3日         | 小平麻紀        | 小平麻紀        | 中矢利子 | 中野悟史   | ムサシ           |
| 74   | 5月10日        | 小平麻紀        | 小平麻紀        | 中矢利子 | 中野悟史   | サトシ           |
| 75   | 5月17日        | 毛利和昭        | 牧野吉高        | 中矢利子 | 中野悟史   | ロトム図鑑       |
| 76   | 5月24日        | 毛利和昭        | 牧野吉高        | 中矢利子 | 中野悟史   | コジロウ         |
| 77   | 5月31日        | 松田真路        | 松田真路        | 中矢利子 | 中野悟史   | サトシ           |
| 78   | 6月7日         | 松田真路        | 松田真路        | 中矢利子 | 中野悟史   | バーネット博士   |
| 79   | 6月14日        | 小平麻紀        | 小平麻紀        | 中矢利子 | 中野悟史   | ククイ博士       |
| 80   | 6月28日        | 牧野吉高        | 牧野吉高        | 中矢利子 | 中野悟史   | リーリエ         |
| 81   | 7月5日         | 牧野吉高        | 牧野吉高        | 中矢利子 | 中野悟史   | バーネット博士   |
| 82   | 7月19日        | 牧野吉高        | 牧野吉高        | 中矢利子 | 中野悟史   | マオ             |
| 83   | 7月26日        | 牧野吉高        | 牧野吉高        | 中矢利子 | 中野悟史   | マーマネ         |
| 84   | 8月2日         | 牧野吉高        | 牧野吉高        | 中矢利子 | 中野悟史   | サトシ           |
| 85   | 8月9日         | 牧野吉高        | 牧野吉高        | 中矢利子 | 中野悟史   | カキ             |
| 86   | 8月16日        | でんさおり      | でんさおり      | 中矢利子 | 中野悟史   | マオ             |
| 87   | 8月23日        | 小平麻紀        | 小平麻紀        | 中矢利子 | 中野悟史   | リーリエ         |
| 88   | 8月30日        | 小平麻紀        | 小平麻紀        | 中矢利子 | 中野悟史   | ニャース         |
| 89   | 9月6日         | 小平麻紀        | 小平麻紀        | 中矢利子 | 中野悟史   | ロトム図鑑       |
| 90   | 9月13日        | 小平麻紀        | 小平麻紀        | 中矢利子 | 中野悟史   | バーネット博士   |
| 91   | 10月7日        | 小平麻紀        | 小平麻紀        | 中矢利子 | 中野悟史   | カキ             |
| 92   | 10月14日       | 小平麻紀        | 小平麻紀        | 中矢利子 | 中野悟史   | コジロウ         |
| 93   | 10月21日       | 小平麻紀        | 小平麻紀        | 中矢利子 | 中野悟史   | マーマネ         |
| 94   | 10月28日       | 小平麻紀        | 小平麻紀        | 中矢利子 | 中野悟史   | スイレン         |
| 95   | 11月4日        | 小平麻紀        | 小平麻紀        | 中矢利子 | 中野悟史   | カキ             |
| 96   | 11月11日       | 小平麻紀        | 小平麻紀        | 中矢利子 | 中野悟史   | ムサシ           |
| 97   | 11月18日       | 牧野吉高        | 牧野吉高        | 中矢利子 | 中野悟史   | サトシ           |
| 98   | 11月25日       | 牧野吉高        | 牧野吉高        | 中矢利子 | 中野悟史   | ロトム図鑑       |
| 99   | 12月2日        | 小平麻紀        | 小平麻紀        | 安田周平 | 中野悟史   | スイレン         |
| 100  | 12月9日        | 小平麻紀        | 小平麻紀        | 中矢利子 | 中野悟史   | サトシ           |
| 101  | 12月16日       | 小平麻紀        | 小平麻紀        | 中矢利子 | 中野悟史   | サトシ           |
| 102  | 12月23日       | 小平麻紀        | 小平麻紀        | 中矢利子 | 中野悟史   | スイレン         |
| 103  | 2019年 1月6日  | 小平麻紀        | 小平麻紀        | 中矢利子 | 中野悟史   | カキ             |
| 104  | 1月13日        | 小平麻紀        | 小平麻紀        | 中矢利子 | 中野悟史   | ジョーイ         |
| 105  | 1月20日        | 小平麻紀        | 小平麻紀        | 中矢利子 | 中野悟史   | リーリエ         |
| 106  | 1月27日        | 小平麻紀        | 小平麻紀        | 中矢利子 | 中野悟史   | マーマネ         |
| 107  | 2月3日         | 小平麻紀        | 小平麻紀        | 中矢利子 | 中野悟史   | カキ             |
| 108  | 2月10日        | 小平麻紀        | 小平麻紀        | 中矢利子 | 中野悟史   | マオ             |
| 109  | 2月17日        | 小平麻紀        | 小平麻紀        | 中矢利子 | 中野悟史   | サトシ           |
| 110  | 2月24日        | 小平麻紀        | 小平麻紀        | 中矢利子 | 中野悟史   | ククイ博士       |
| 111  | 3月3日         | 小平麻紀        | 小平麻紀        | 安田周平 | 中野悟史   | ニャース         |
| 112  | 3月10日        | 小平麻紀        | 小平麻紀        | 安田周平 | 中野悟史   | バーネット博士   |
| 113  | 3月17日        | 小平麻紀        | 小平麻紀        | 中矢利子 | 中野悟史   | スイレン         |
| 114  | 3月24日        | 小平麻紀        | 小平麻紀        | 中矢利子 | 中野悟史   | ハラ             |
| 115  | 3月31日        | 小平麻紀        | 小平麻紀        | 中矢利子 | 中野悟史   | ククイ博士       |
| 116  | 4月7日         | 小平麻紀        | 小平麻紀        | 中矢利子 | 中野悟史   | リーリエ         |
| 117  | 4月14日        | 小平麻紀        | 小平麻紀        | 中矢利子 | 中野悟史   | マオ             |
| 118  | 4月21日        | 小平麻紀        | 小平麻紀        | 中矢利子 | 中野悟史   | カキ             |
| 119  | 4月28日        | 小平麻紀        | 小平麻紀        | 中矢利子 | 中野悟史   | マーマネ         |
| 120  | 5月5日         | 小平麻紀        | 小平麻紀        | 中矢利子 | 中野悟史   | スイレン         |
| 121  | 5月12日        | Giulia Lamperti | Giulia Lamperti | 中矢利子 | 中野悟史   | ニャース         |
| 122  | 5月19日        | 小平麻紀        | 小平麻紀        | 中矢利子 | 中野悟史   | ムサシ           |
| 123  | 5月26日        | 小平麻紀        | 小平麻紀        | 中矢利子 | 中野悟史   | マーマネ         |
| 124  | 6月2日         | 小平麻紀        | 小平麻紀        | 中矢利子 | 中野悟史   | バーネット博士   |
| 125  | 6月9日         | 小平麻紀        | 小平麻紀        | 中矢利子 | 中野悟史   | サトシ           |
| 126  | 6月16日        | 小平麻紀        | 小平麻紀        | 中矢利子 | 中野悟史   | ロトム図鑑       |
| 127  | 6月23日        | 小平麻紀        | 小平麻紀        | 中矢利子 | 中野悟史   | バーネット博士   |
| 128  | 6月30日        | 小平麻紀        | 小平麻紀        | 中矢利子 | 中野悟史   | ククイ博士       |
| 129  | 7月7日         | 小平麻紀        | 小平麻紀        | 中矢利子 | 中野悟史   | コジロウ         |
| 130  | 7月14日        | 小平麻紀        | 小平麻紀        | 中矢利子 | 中野悟史   | ハラ             |
| 131  | 7月21日        | 小平麻紀        | 小平麻紀        | 柳原好貴 | 中野悟史   | マオ             |
| 132  | 7月28日        | 小平麻紀        | 小平麻紀        | 中矢利子 | 中野悟史   | ロトム図鑑       |
| 133  | 8月4日         | 小平麻紀        | 小平麻紀        | 柳原好貴 | 中野悟史   | リーリエ         |
| 134  | 8月11日        | 小平麻紀        | 小平麻紀        | 中矢利子 | 中野悟史   | ジョーイ         |
| 135  | 8月18日        | 小平麻紀        | 小平麻紀        | 中矢利子 | 中野悟史   | スイレン         |
| 136  | 8月25日        | 小平麻紀        | 小平麻紀        | 中矢利子 | 中野悟史   | ククイ博士       |
| 137  | 9月1日         | 小平麻紀        | 小平麻紀        | 中矢利子 | 中野悟史   | ハラ             |
| 138  | 9月8日         | 小平麻紀        | 小平麻紀        | 中矢利子 | 中野悟史   | ロトム図鑑       |
| 139  | 9月15日        | 小平麻紀        | 小平麻紀        | 中矢利子 | 中野悟史   | バーネット博士   |
| 140  | 9月22日        | 小平麻紀        | 小平麻紀        | 中矢利子 | 中野悟史   | ナリヤ・オーキド |
| 141  | 9月29日        | 小平麻紀        | 小平麻紀        | 中矢利子 | 中野悟史   | カキ             |
| 142  | 10月6日        | 小平麻紀        | 小平麻紀        | 中矢利子 | 中野悟史   | マーマネ         |
| 143  | 10月13日       | 小平麻紀        | 小平麻紀        | 中矢利子 | 中野悟史   | マオ             |
| 144  | 10月20日       | 小平麻紀        | 小平麻紀        | 中矢利子 | 中野悟史   | ハラ             |
| 145  | 10月27日       | 小平麻紀        | 小平麻紀        | 中矢利子 | 中野悟史   | リーリエ         |

## 其他

### 劇情走向改變
- 本作火箭隊出場次數明顯下降
- 本作火箭隊不再被打飛，並說「好討厭的感覺啊～」，而是被穿著熊強行抱走，並喊「這是什麼感覺啊～」。不過亦出現幾次例外：
  - 曾在第16集第一次成功喊出了「好討厭的感覺」，但他們在快落到地上之前仍然被穿著熊抱走。
  - 第86集再次喊出了「好討厭的感覺」，但是被穿著熊抱走。
  - 第91集三度喊出了「好討厭的感覺」，但是最後仍被穿著熊抱走。
  - 第102集四度喊出了「好討厭的感覺」，不同於以往的是最後並沒有被穿著熊抱走。
  - 第113集五度喊出了「好討厭的感覺」，不同於以往的是最後並沒有被穿著熊抱走，而且也沒有被打飛。（當時他們在拍攝「電影」時喊出）
  - 第12集第一次成功打倒小智寶可夢，但是最後被穿着熊抱走。

### 戲仿
本系列中，共有不少的節目集數進行戲仿，過去作品僅三個系列中（AG、DP、BW）都只有一集是戲仿。
- 第41集
  - 標題参考了少年動画（《衝鋒四驅郎／四驱小子》）。在马玛内的虫电宝最后冲刺时，小智、马玛内和卡奇的神情模仿了里面的主角日之丸四驱郎、户田弹九郎和地味页二的外貌特征。
  - 在卡奇为比赛做准备时，他身上的装置类似于《巨人之星》里星飛雄馬为棒球比赛准备的训练装置。
  - 武藏及小次郎的僑裝造型模仿了《爆走兄弟Let's & Go!!／四驱兄弟》的主角星馬烈及星馬豪的外貌特征。
  - 在赛前众人观看赛事介绍时，场边其中两位观众的形象参考了《小魔女學園》的主角亞可·卡嘉莉（篝敦子）和洛蒂·杨森。
- 第64集
  - 泰尼踩在鉤爪背上以及随后鉤爪露出痛苦的表情这两个场景戏仿了《機動戰士GUNDAM》的场景。
- 第93集
  - 該集致敬了武藏的配音员林原惠美演绎过的其他角色：
    - 武藏使用的艺名武莎芭芭拉（ムサバーバラ）可能来自DC漫画中的蝙蝠女孩芭芭拉·戈登，她在动画系列日文译配版中的配音员也是林原惠美。
    - 武藏自称著名女演员时，想象中的角色分别是《魔神英雄傳》的忍部日美子、《万能文化猫娘》的夏目温子、《亂馬½ 》的女乱马、《新世纪福音战士》的绫波零、《Hello Kitty》动画的凯蒂猫、《星際牛仔》的菲·瓦伦坦、《名偵探柯南》的灰原哀、《魔法公主明琪桃子》（又译甜甜仙子）的明琪桃子、机械女神的莱姆、盗梦侦探的千叶敦子以及秀逗魔導士的莉娜·因巴斯。

  - 該集出现了很多致敬和戏仿其他动画和影视的场面：
    - 武藏登场之初想象的角色参考了玻璃假面的月影千草（阮玉冰）。
    - 卡奇在装扮成卡奇迦雷欧时，卡奇说的“无需担心（日文︰心配ないさ―）”是日本艺人大西ライオン的口头禅。卡奇的装扮索尔迦雷欧原型也出自大西ライオン的狮子装扮。
    - 马玛内与火箭队的机器人对决时的场面戏仿自铁人28号，其中马玛内的造型参考了主人公金田正太郎。
    - 玛奥和莉莉艾的表演戏仿了动画少女革命，她们的造型参考了两位女主人公天上欧蒂娜与姬宫安茜。
    - 片尾宝可问答花絮洛托姆图鉴构想的场景来自1977年电影星球大战的经典海报。
- 第103集
  - 小刚和丽姿摆出毁天灭地巨岩坠的姿势自機動武鬥傳G GUNDAM的多蒙·卡修和铃·深村做出的石破天惊拳。火箭队的机器来自其中的恶魔高达。
  - 喵喵駕駛火箭隊機器撐住巨岩以及台詞來推斷，可能戏仿自機動戰士鋼彈 逆襲的夏亞中，阿姆羅駕駛ν鋼彈把即將墜落地球的阿克西斯殖民地推回宇宙的一幕。
  - 其中一幕火箭隊的駕駛艙跑出童偶熊攀爬阿羅拉椰蛋樹來自於小雙俠系列杜倫布賊黨的誇獎豬。
- 第110集
  - 本集小智打高尔夫球的表情戏仿了《高爾夫頑童猿丸》，库库伊博士、卡奇和玛奥也变成了其中角色的表情。
- 第113集
  - 本集的日文標題取材自电影《兩小無猜》（日文︰『小さな恋のメロディ』）。
  - 开场时格斗屬性宝可梦旁边的一位男演员参考了李小龙在《死亡游戏》中的经典造型。
  - 玛奥、莉莉艾和水蓮参演的節目《阿羅拉陽光飲料天使三人組》（日文︰『サンサン三人はアローラドリンキュン』），内容和用詞戲仿效自動畫光之美少女系列。
  - 最后火箭队三人组被暴鲤龙饰演的三头怪兽袭击的场面可能戏仿自特摄剧ULTRAMAN。喵喵饰演的角色戏仿自其中角色皮古蒙。
- 第119集
  - 本集小次郎操控機械鍬農炮蟲過彎時的表情戲仿自《頭文字D》中主角藤原拓海，小次郎的配音員三木真一郎也是藤原拓海的配音員。

### 被刪集數
- 第64集「小智與投擲猴！友情的達陣!!」是自「冰之洞窟」起再次有主系列動畫因有種族歧視的嫌疑[10]而在西方國家未有播出。也是自The Pokémon Company International2006年收回翻譯權後首次有主系列動畫被主動抽起，如Netflix就無此集。

## 播放電視台

### 日本
| 東京電視台 星期四 18:55－19:25 節目                  | 東京電視台 星期四 18:55－19:25 節目                               | 東京電視台 星期四 18:55－19:25 節目                     |
| ---------------------------------------------------- | ----------------------------------------------------------------- | ------------------------------------------------------- |
|                                                      | 精靈寶可夢 太陽&月亮 第1－90集 （2016年11月17日－2018年9月13日）  |                                                         |
| 神奇寶貝XY / XY&Z （2013年10月17日－2016年11月10日） |                                                                   |                                                         |
| 東京電視台 星期日 18:00－18:30 節目                  |                                                                   |                                                         |
|                                                      | 精靈寶可夢 太陽&月亮 第91－146集 （2018年10月7日－2019年11月3日） | 寶可夢 旅途 第1－39集 （2019年11月17日－2020年9月27日） |

### 台灣
本作也是歷代動畫中最快有中文版本的系列，以往系列的第一集播出距离日本首播约为一年（超級願望則為127天，播放途中縮小至46天、新無印/旅途22集前216天，23集起174天），本系列則只間隔了72天。

| MOMO親子台 星期六 18:30－19:00(首播) 節目                                                                 | MOMO親子台 星期六 18:30－19:00(首播) 節目                           | MOMO親子台 星期六 18:30－19:00(首播) 節目                                                             |
| --- | ------------------------------------------------------------------- | --- |
| | 精靈寶可夢 太陽&月亮 第1－57集 （2017年1月28日－2018年2月24日）     | |
| 神奇寶貝XY / XY&Z (2017/1/28晚上18:00~18:30 播出「超进化特别篇」 第4集) （2016年8月13日 - 2017年1月28日） | 精靈寶可夢 太陽&月亮 重播第45－57集 （2018年3月3日－2018年5月26日） | |
| 精靈寶可夢 太陽&月亮 重播第45－57集 （2018年3月3日－2018年5月26日）                                       | 精靈寶可夢 太陽&月亮 第58－146集 （2018年6月2日－2020年2月8日）     | 精靈寶可夢 太陽&月亮 重播第128－146集 （2020年2月15日－2020年6月20日）→寶可夢 旅途（2020年6月27日－） |

### 香港
多年來在香港取得寵物小精靈動畫系列播映權的無綫電視，因代理商更改使用了20年的譯名而未能達成共識，從本系列起不再購入版權，改為奇妙電視播出，而奇妙電視的子公司有線電視過去亦曾擁有寵物小精靈無印篇部份集數的播映權。奇妙電視不會提供中文字幕（第1-43集），只限片頭曲、本集標題、介紹寶可夢、待續、片尾曲、下集標題、火箭隊口號、答案選擇、答案、招式名稱提供中文字幕。
| 奇妙電視77台（香港開電視前稱） 星期五 17:30－18:00 節目 星期六 10:00－10:30（重播） | 奇妙電視77台（香港開電視前稱） 星期五 17:30－18:00 節目 星期六 10:00－10:30（重播） | 奇妙電視77台（香港開電視前稱） 星期五 17:30－18:00 節目 星期六 10:00－10:30（重播） |
| ----------------------------------------------------------------------------------- | ----------------------------------------------------------------------------------- | ----------------------------------------------------------------------------------- |
|                                                                                     | 精靈寶可夢 太陽&月亮 第1－43集 （2017年12月15日－2018年10月5日）                    |                                                                                     |
| 飛天小松鼠 （改為星期一至四播放）                                                   | 極速方程式                                                                          |                                                                                     |
| 有線綜合娛樂台 星期六、日 09:00－10:30 節目 2020年2月15日 09:00－09:30              |                                                                                     |                                                                                     |
| 寵物小精靈：超級願望                                                                | 精靈寶夢 太陽&月亮 第1－43集 （2019年12月28日－2020年2月15日）                      | 寵物小精靈XY 第1－97集                                                              |
| 有線綜合娛樂台 星期六、日 09:00－10:30 節目 11月15日 09:00－09:30                   |                                                                                     |                                                                                     |
| 寵物小精靈超世代 第1－37集                                                          | 精靈寶夢 太陽&月亮 第44－146集 （2020年7月19日－11月15日）                          | 寵物小精靈超世代 第38－191集                                                        |
| 香港開電視 星期一至五 17:30－18:00 節目                                             |                                                                                     |                                                                                     |
| 寵物小精靈超世代 第1－37集                                                          | 精靈寶夢 太陽&月亮 第44－146集 （2021年1月29日－6月22日）                           | 寵物小精靈超世代 第38－191集                                                        |

### 中國大陸
在中国大陆，本作继神奇宝贝 (1997-2002年动画)和神奇宝贝 钻石&珍珠后再次由大陆方面配音。该版本由瞬心文化译制，在各大流媒体平台上线。

## 註解
1. ↑  76天，也是到當前最快出現國語配音的日本動畫，其他比較快出現國語配音的節目如星光少女 極光之夢(105天，2011年7月於東森幼幼台)、機動戰士GUNDAM AGE(102天，2012年1月於東森幼幼台)
2. ↑  也是到當前最快出現國語配音的日本動畫，其他比較快出現國語配音的節目如：
  - 星光少女 極光之夢 （105天，2011年7月於東森幼幼台）
  - 機動戰士GUNDAM AGE（102天，2012年1月於東森幼幼台）
  - 高達創戰者（151天，2014年3月於東森幼幼台）
  - Healin' Good ♥ 光之美少女（12集前174天；13集起111天，2020年7月東森幼幼台）

## 外部連結
- （日語）東京電視台官方網站 （页面存档备份，存于）
- 在Netflix上觀看《寶可夢 太陽&月亮》